# Frederik Hammer
Frederik Abel Hammer (13. september 1791 i Asminderød – 10. december 1877 i Fredensborg) var en dansk krigsfrivillig, far til Caroline og Otto Christian Hammer. Han er stamfader til en slægt af søofficerer.

## Indsats under Englandskrigene
Hans forældre var smed og kromand i Asminderød Johannes Christian Hammer (1754-1830, gift 2. gang 1797 med Clarine Kirstine Holst, 1769-1838) og Martha Zarine (Sarine, Serene) Egersted (ca. 1758-1796). Faderen var en djærv og kraftig personlighed og varmhjertet fædrelandsven. I 1801, da englænderne viste sig i Øresund, var han ivrig i at uddanne sine bysbørn i våbenbrug, navnlig i skydning, hvori han selv var en mester, og sønnen Frederik erhvervede sig allerede da som 9 års purk en ualmindelig færdighed i at håndtere en riffel. Da englænderne i 1807 kom igen og havde gjort landgang ved Vedbæk, mente gamle Hammer, at hans plads måtte være i det truede København, og sønnen, hvorvel lille og spinkel af vækst, fik lov til at følge med. De fik ansættelse i en lille, udvalgt trop af herregårdsskytter og blev derfor selvskrevne til at deltage i de fra fæstningen foretagne udfald. Side om side kæmpede fader og søn, og snart gik der ry af dem blandt udfaldstropperne, ikke mindre ved den Sikkerhed, hvormed de tog deres mand på kornet, end ved den humor og forretningsmæssige koldblodighed, hvormed de under kampen underholdt sig med hinanden. I det 3. udfald mod Blågård blev gamle Hammer såret. Han lod sønnen kalde til sig på hospitalet og ville på skrømt overtale ham til at drage hjem, men drengen svarede: "Nej, Fader, det kan jeg ikke gjøre nu, det vilde være en Skam", og ilede af sted for at komme tidsnok på kamppladsen. I det sidste udfald ramte han på lang afstand den engelske general David Baird, hvem de andre skytter forgæves havde søgt at træffe, en bedrift, som forøgede hans berømmelse og senere, da den sårede general ønskede at se ham, indbragte ham en foræring af 2 guldindlagte pistoler og en pung, fyldt med dukater. Efter at våbenstilstanden var sluttet og den gamle Hammer nogenlunde helbredt for sit sår, vendte fader og søn tilbage til den hjemlige arne. Den unge Hammer, der ytrede lyst til at være militær, så længe krigen varede, fik snart lov til at indtræde i det nyoprettede Sjællandske ridende Jægerkorps og udmærkedes kort efter ved forsættelse til Guidekorpset. I digtet En ganske ny Vise om en Kromand og hans Søn har Steen Steensen Blicher foreviget deres færd, og begge hædredes 1809 med Sølvkorset.

## Indsats i Treårskrigen
Efter krigens slutning fik Frederik Hammer ansættelse ved forstvæsenet i det nordlige Sjælland, og 1817 blev han inspektør ved Esrom Kanal og senere distriktskommissær. Hammer blev gift 23. marts 1820 i Esbønderup Kirke med Elisabeth Kirstine Lemvigh (7. oktober 1794 i Esbønderup – 8. februar 1849 i Asminderød), datter af prokurator, senere birkedommer Otto Lemvigh (1758-1834) og Else Johanne Ørsnes (1770-1844). Han levede nu et roligt og lykkeligt familieliv, indtil krigen brød ud i 1848. Han meldte sig da på ny til tjeneste som frivillig og deltog i felttogets sidste halvdel, idet han blev ansat ved den på initiativ af ritmester Cai Hegermann-Lindencrone oprettede frivillige husareskadron, hvor han forrettede officerstjeneste. En øjenlidelse bevirkede dog, at han allerede i slutningen af 1848 måtte udtræde af den militære tjeneste. Forpostkommandoen, hvorved han var ansat, fremhævede Hammers indsats, som blev anerkendt af krigsministeren ved en rosende takskrivelse.
I 1849 døde hans hustru, og familien flyttede til den frisiske ø Før, hvor sønnen, søofficer Otto Christian Hammer, var blevet udstationeret. Sammen med sine fire døtre slog Hammer sig ned i Villa Idyle ved siden af sønnens familie i Vyk, og her optog datteren Caroline en lang række fotografier, der viser familien Hammers liv.
1859 blev han Ridder af Dannebrog og kammerråd. Han døde i Fredensborg 10. december 1877.
Frederik Hammer er begravet på Asminderød Kirkegård.
Han er gengivet i et xylografi 1873 af H.P. Hansen og i en række fotografier optaget af datteren.